# Desloratadina
La desloratadina (también, descarboetoxiloratadina) es un fármaco antihistamínico (antagonista de los receptores H₁) prescrito para tratar los síntomas del resfriado y las reacciones alérgicas, tales como estornudos, picazón, congestión nasal, ojos llorosos, enrojecimiento ocular o sarpullidos con erupción o urticaria. Es el principal metabolito activo de la loratadina y es más potente en su efecto farmacológico. Sin embargo, las presentaciones comerciales (Loratadina 10mg y Desloratadina 5mg) son equipotentes y con la misma efectividad.
La desloratadina tiene la afinidad más alta para los receptores H₁ en comparación con otros antihistamínicos. Cruza poco la barrera hematoencefálica y no actúa en receptores muscarínicos, α-adrenérgicos ni serotoninérgicos. Por esta razón, los pacientes reportan menos efectos adversos y menos sedación. Se clasifica como antihistamínico de segunda generación.

## Historia
En el año 1937 el farmacólogo Daniel Bovet descubrió una sustancia que bloqueaba el efecto de la histamina en los conejillos de indias. Esto abrió la posibilidad del desarrollo de los primeros medicamentos anti-histaminérgicos. Posteriormente, en 1950, fármacos como difenhidramina (Benadryl®) y la clorfeniramina (Chlor-trimeton®) eran populares para el tratamiento de resfriados y alergias; sin embargo, como efectos secundarios provocan somnolencia, dificultad para la concentración y memoria e irrupción de fases reparadoras de sueño. Por tal motivo se empezó a trabajar en fármacos que antagonizaran los efectos de la histamina y que, a su vez, no tuviera los efectos anteriormente mencionados.
A mediados de 1970 la empresa farmacéutica Schering-Plough® asignó a Charles Magatti, quien tenía un doctorado en química de la Universidad de Rutgers, junto a otros dos científicos en buscar un antihistamínico que no generara síntomas en el sistema nervioso central.
Magatti y su equipo comenzaron con un antihistamínico de primera generación al cual le eliminaron los componentes que le permitían filtrar a través de las paredes de los vasos del cerebro. Después de varios intentos, finalmente lograron aislar una molécula que otros equipos científicos señalaron con ausencia de adormecimiento en roedores. Magatti aumentó la potencia de la molécula imitando la estructura del clorfenamina; es decir, agregando una molécula de cloro. Este fue el inicio de la Loratadina (Claritin®).
En el proceso de investigación y desarrollo, se descubrió que la loratadina se metaboliza en desloratadina, su metabolito más potente y con una vida media más larga. La desloratadina conservaba la capacidad de bloquear los receptores de histamina y, al mismo tiempo, tenía menos probabilidad de generar sedación.
La desloratadina fue desarrollada por Schering-Plough® y recibió la aprobación de la FDA en el 2001. La desloratadina corresponde a la estrategia de la industria farmacéutica de patentar metabolitos o enantiómeros con el fin de generar nuevas patentes de medicamentos, sin corresponder a un avance científico o terapéutico.

## Descripción
La sustancia exhibe una ligera solubilidad en agua y una baja solubilidad en metanol, etanol, propilenglicol, acetonitrilo y tolueno. Sin embargo, esta aumenta en ambientes ácidos.
Los excipientes utilizados son estándar y comúnmente empleados en la industria farmacéutica. Las tabletas contienen celulosa microcristalina y almidón de maíz pregelatinizado como ingredientes intragranulares, mientras que se emplea sílice anhidro coloidal y talco en el recubrimiento externo.

## Farmacocinética

### Vías de administración
La desloratadina se administra por vía oral.

### Absorción
Se absorbe rápidamente en el duodeno y casi en su totalidad después de la administración. Alcanza concentraciones plasmáticas máximas después de 3 horas y efectos terapéuticos después 1 hora.
La biodisponibilidad es rápida y casi al 100% y no se altera por ingesta de alimentos.
Con la administración diaria de 5 mg de desloratadina, las concentraciones séricas en estado estacionario se alcanzan en 7 días.

### Distribución
La desloratadina se une a aproximadamente del 82 al 87% a las proteínas plasmáticas, principalmente a albúmina y en menor medida a glicoproteína ácida alfa-1. Además, la desloratadina muestra una mayor solubilidad en agua en comparación con la loratadina, siendo aproximadamente 7 veces mayor (desloratadina 0.35mg/mL, loratadina <0.05 mg/mL).

### Metabolismo y metabolitos
La desloratadina, se hidroliza en el hígado. A diferencia de la loratadina, la desloratadina no sufre un efecto de primer paso y genera pocos metabolitos.
La desloratadina se metaboliza en una secuencia de tres pasos en individuos con metabolismo normal. En primer lugar, la desloratadina es sometida a n-glucuronidación por la enzima UGT2B10. Luego, el N-glucurónido de desloratadina se somete a 3-hidroxilación por la enzima CYP2C8, formando así la 3-hidroxidesloratadina, que es el principal metabolito. Por último, el N-glucurónido de 3-hidroxidesloratadina sufre una desconjugación no enzimática. Otros metabolitos activos incluyen 5-OH, 6-OH y dihidroxidesloratadina.
Se estima que aproximadamente el 6-7% de la población general presenta un metabolismo deficiente de la desloratadina. Esta frecuencia de metabolizadores deficientes es más alta en individuos afroamericanos, donde aproximadamente el 20% de ellos han demostrado ser metabolizadores lentos en estudios farmacocinéticos.

### Excreción
La excreción se produce a través de orina (40% en metabolitos conjugados) y heces en un 51%. Un pequeño porcentaje del fármaco se elimina de forma inalterada en las heces (6,7%) y en la orina (1,7%), el resto se excreta en forma de metabolitos.
La semivida de eliminación de la desloratadina es de 27 horas. La seguridad del fármaco es similar entre los grupos, por lo que no está indicado ajustar la dosis.

## Farmacodinámica

### Mecanismo de acción
La desloratadina, como la loratadina, es un antihistamínico tricíclico que tiene una selectiva y periférica acción antagonista H₁. No impide la liberación de histamina, sino que compite con la histamina en los receptores H₁, tal como se observa en la figura 1. El antagonismo competitivo de la desloratadina bloquea la unión de la histamina con el receptor y evita así los efectos de la misma sobre los receptores del tracto digestivo, útero, grandes vasos y músculos bronquiales. Al igual que su precursor, la estructura química de la desloratadina también se ha modificado para reducir su carácter lipofílico, lo que dificulta su paso a través de las células de la barrera hematoencefálica. Esto da como resultado una menor posibilidad de efectos depresores del SNC, como somnolencia, sedación y alteración de la función psicomotora.

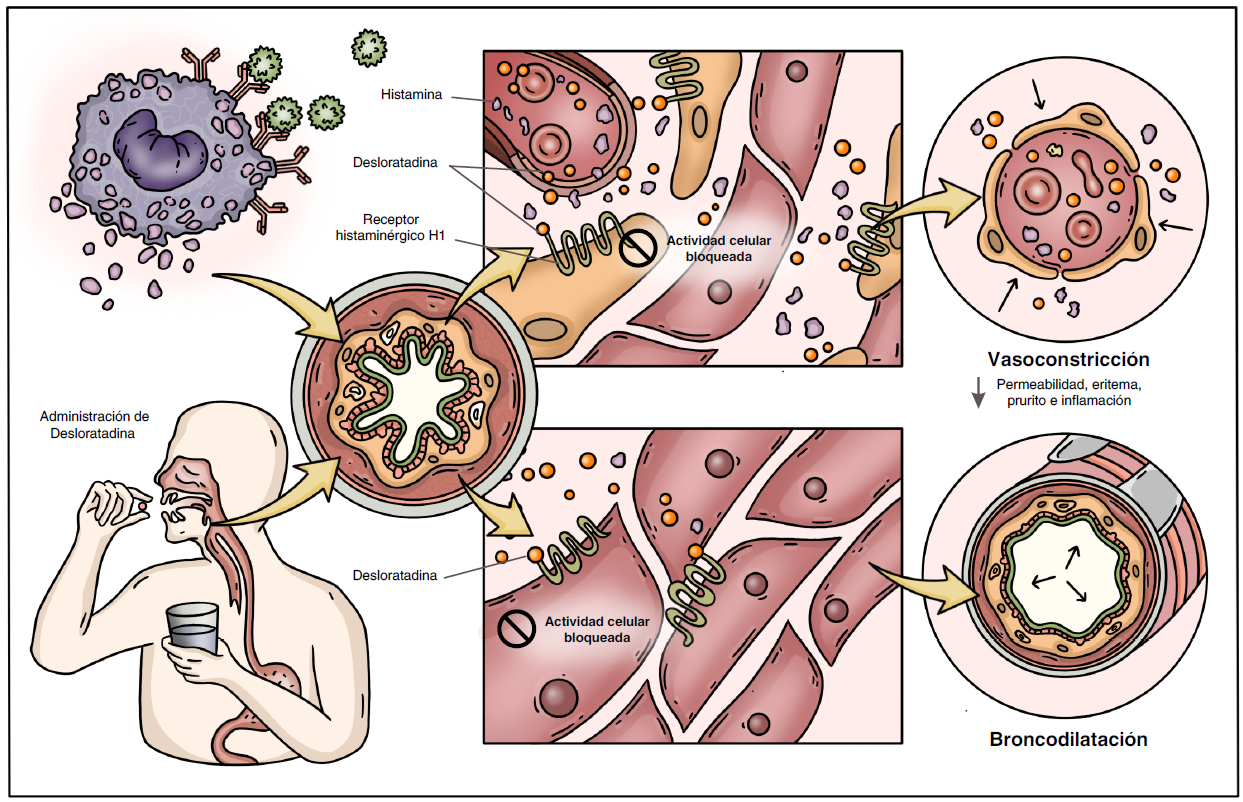
Figura 1. Antagonismo competitivo de la Desloratadina en receptores H₁ y sus efectos farmacológicos.

La acción antagonista en los receptores H₁, disminuye la permeabilidad capilar, por lo que es más eficaz usarlo como profilaxis en lugar de una vez iniciada la reacción alérgica.
La desloratadina como la loratadina no se une a receptores muscarínicos, α-adrenérgicos, serotoninérgicos ni dopaminérgicos. 

### Efectos farmacológicos
El antagonismo de los receptores H₁, presenta los siguientes efectos sistémicos:
- Inhiben la constricción del músculo liso respiratorio e inhiben efectos vasodilatadores.
- Disminuye la permeabilidad capilar y el edema tisular.
- Disminuye el eritema y prurito en piel y mucosas.

### Interacciones
No se han demostrado interacciones clínicas significativas que afectan la farmacocinética o farmacodinamia con el sistema del citocromo P450, por lo que es seguro ante inhibidores del CYP3A4. Tampoco se describe que el fármaco potencie los efectos adversos psicomotores del alcohol.
En este caso, la desloratadina no tiene ninguna afectación por la toronja, ya que este fármaco no es un substrato para el sistema de P-glicoproteína.
En cuanto a la interacción con otros alimentos, la farmacocinética y la biodisponibilidad de la desloratadina es estadísticamente similar si se consume con o sin comida. Por ende, puede ser administrada seguramente antes y después de comer.
Sin embargo, si es posible encontrar algunas interacciones farmacocinéticas:
| Fármacos que interaccionan con Desloratadina | |
| Fármaco                                      | Resultados de la interacción |
| Azitromicina                                 | Farmacodinamia: Aumenta concentraciones de desloratadina en plasma, no hay cambios importantes en electrocardiograma (pero puede aumentar la severidad de prolongar el intervalo QTc), signos vitales o efectos adversos. |
| Eritromicina                                 | Farmacodinamia: Aumenta concentraciones de desloratadina en plasma, no hay cambios importantes en electrocardiograma (pero puede aumentar la severidad de prolongar el intervalo QTc), signos vitales o efectos adversos. |
| Ketoconazol                                  | Farmacodinamia: Aumenta concentraciones de desloratadina en plasma, no hay cambios importantes en electrocardiograma (pero puede aumentar la severidad de prolongar el intervalo QTc), signos vitales o efectos adversos. |
| Cetirizina                                   | Farmacodinamia: La desloratadina puede aumentar los efectos depresores del SNC de los fármacos. |
| Clonazepam                                   | Farmacodinamia: La desloratadina puede aumentar los efectos depresores del SNC de los fármacos. |
| Tramadol                                     | Farmacodinamia: La desloratadina puede aumentar los efectos depresores del SNC de los fármacos. |
| Oxibato de sodio                             | Farmacodinamia: La desloratadina puede aumentar los efectos depresores del SNC de los fármacos. |
| Fluoxetina                                   | Farmacodinamia: La desloratadina puede aumentar los efectos depresores del SNC de los fármacos. |

## Uso clínico
La desloratadina está indicada para el alivio sintomático de la fiebre del heno (alergia al polen, al polvo o a otras sustancias presentes en el aire) y otras alergias que incluyen síntomas como estornudos, rinorrea, prurito, lagrimeo y escozor de ojos. También se usa para tratar la picazón y el enrojecimiento causados por la urticaria y otras afecciones alérgicas dermatológicas. Sin embargo, la desloratadina no es un tratamiento curativo sino temporal ante los síntomas.

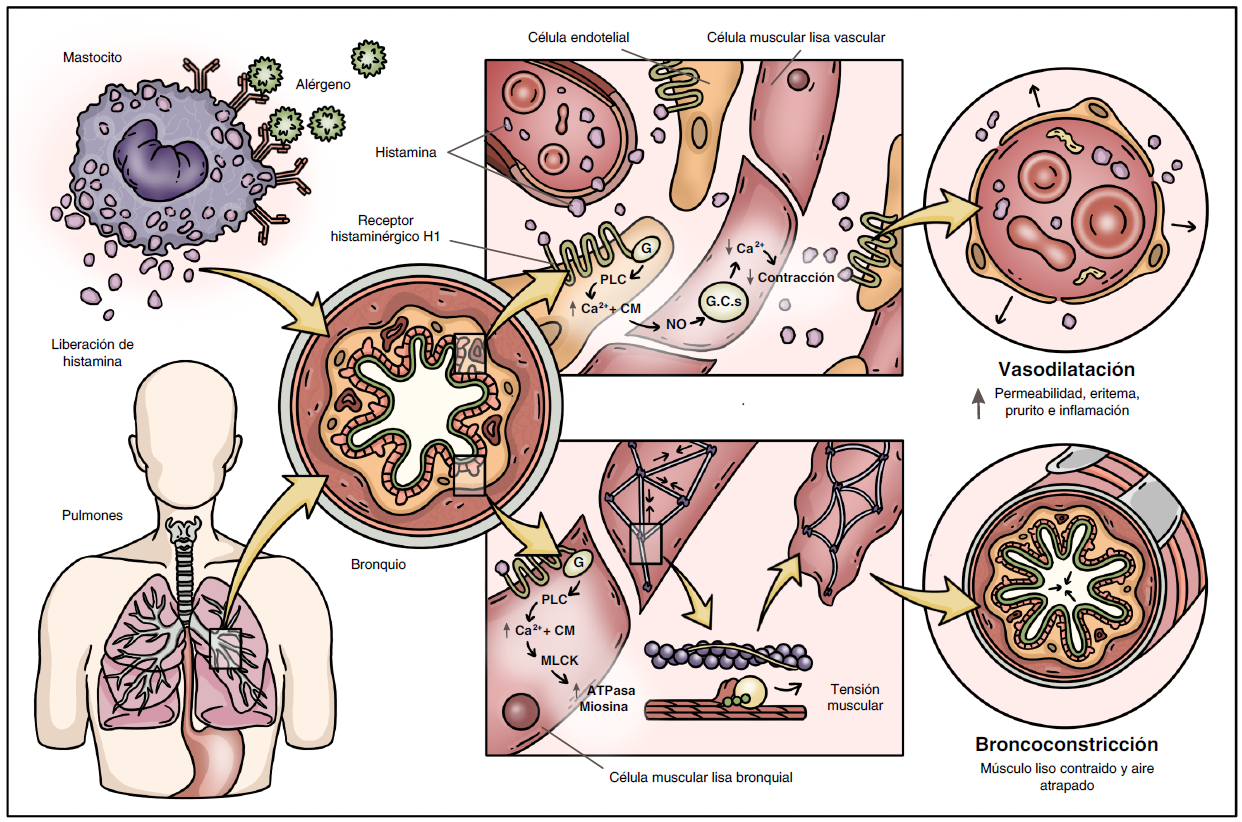
Figura 2. Mecanismo y efecto de la histamina en los receptores H₁. Genera vasodilatación y broncoconstricción.

De manera general, todos estos agentes externos ingresa en nuestro organismo, haciendo contacto con una barrera natural (piel o pulmones) activando el sistema inmunológico. Después de la interacción linfocitaria y la producción de anticuerpos IgE, estos van a interaccionar con células granulocíticas como mastocitos, basófilos y eosinófilos, liberando moléculas de histamina y otras sustancias inflamatorias que causan los síntomas de la alergia. Esto se puede observar en la figura 2. La desloratadina entonces bloquea esa vía biológica para tratar los síntomas.

### Efectos Adversos
Al igual que la loratadina, la desloratadina es bien tolerada generalmente y los efectos adversos no son tan comunes como otros antihistamínicos H₁.
| Reacciones adversas a Desloratadina |                     |                                                                                          |
| Sistema implicado                   | Grupo CIOSM         | Tipo de reacción                                                                         |
| Sistema Nervioso                    | Muy frecuentes >10% | Fiebre (en adultos 16,9% y pediátricos >5%) Cefalea (>14%) Irritabilidad                 |
| Sistema Nervioso                    | Frecuentes 1% - 10% | Fatiga Mareos Insomnio                                                                   |
| Sistema Nervioso                    | Muy raros <0.01%    | Hiperactividad psicomotora Convulsiones Somnolencia                                      |
| Sistema Nervioso                    | No reportada        | Astenia Agresividad                                                                      |
| Sistema Respiratorio                | Muy frecuentes >10% | Infecciones del tracto respiratorio superior (alrededor del 21.2%) Tos (alrededor 10.8%) |
| Sistema Respiratorio                | Frecuentes 1% - 10% | Bronquitis Epistaxis Rinorrea                                                            |
| Sistema Respiratorio                | Raros 0.01% - 0.1%  | Disnea                                                                                   |
| Sistema Gastrointestinal            | Muy frecuentes >10% | Diarrea (alrededor del 19.7%). Anorexia                                                  |
| Sistema Gastrointestinal            | Frecuentes 1% - 10% | Xerostomía (alrededor del 3%) Náuseas (alrededor del 5%) Faringitis                      |
| Sistema Gastrointestinal            | Muy raros <0.01%    | Dolor abdominal                                                                          |
| Sistema Tegumentario                | Frecuentes 1% - 10% | Eritema                                                                                  |
| Sistema Tegumentario                | Muy raros <0.01%    | Prurito Erupción cutánea Urticaria                                                       |
| Sistema Tegumentario                | No reportado        | Fotosensibilidad                                                                         |
| Sistema Genital                     | Muy frecuentes >10% | Dismenorrea Infección del tracto urinario                                                |
| Sistema Musculoesquelético          | Frecuentes 1% - 10% | Mialgia                                                                                  |
| Sistema Hepático                    | Muy raros <0.01%    | Hepatitis                                                                                |
| Sistema Inmunológico                | Muy raros <0.01%    | Reacciones de hipersensibilidad (Anafilaxis y angioedema)                                |
| Sistema Cardiovascular              | Muy raros <0.01%    | Taquicardia Palpitaciones                                                                |
| Sistema Cardiovascular              | No reportada        | Arritmia (Prolongación del QTc)                                                          |

### Contraindicaciones
La desloratadina se debe evitar en casos de hipersensibilidad a la desloratadina, loratadina y otros componentes que componen el medicamento. Aun cuando no ocurran efectos sedantes o sean mínimos, debe evitarse su uso en personas que por su trabajo estén expuestas a alto riesgo.
En caso de daño hepático o renal se recomienda iniciar con una dosis menor. Se debe evitar su uso en embarazo, y lactancia:
- Embarazo: Este fármaco y sus metabolitos pueden pasar barrera placentaria. Pertenece al grupo B. Debe usarse con precaución.
- Lactancia: Puede ser excretado en pequeñas cantidades en leche materna. Por lo que se recomienda suspender la lactancia o evitar la administración del medicamento.[15][16]
- Niños: los antihistamínicos del receptor H1 pueden comportarse como agonistas inversos, los cuales son ligandos que se unen al mismo sitio que un agonista ejerciendo un efecto opuesto al suprimir la señalización del receptor. Con base en lo anterior, estos medicamentos pueden causar un efecto contrario a lo esperado, es decir, una estimulación del SNC, convulsiones o nerviosismo en niños menores de dos años y pacientes jóvenes.[22][23]

### Sobredosis
La dosis tóxica en niños y adultos es de 0,7 mg/kg, pero la dosis letal no está descrita.
Ante la eventualidad de una sobredosificación se debe concurrir al centro de urgencia más cercano debiendo tomar las medidas estándares de soporte adecuadas. Se recomienda un tratamiento sintomático y coadyuvante.
- Se recomienda considerar las medidas normales para extraer el metabolito activo que no se haya absorbido (carbón activado, inducción de vómito, lavado gástrico).[25][20]
- El metabolito activo de la desloratadina (3-hidroxi desloratadina) no se puede eliminar por hemodiálisis.[8]

Los síntomas por ingestión de altas dosis en forma aguda, puede producir nerviosismo, palpitaciones, convulsiones y molestias gastrointestinales, como diarreas y sequedad de la boca.

### Presentaciones
La desloratadina cuenta con varias formulaciones disponibles comercialmente, las principales son las tabletas que contienen desloratadina 5 mg, tabletas desintegrantes que contienen 95% de los 5mg y el jarabe que contiene desloratadina 0.5 mg/mL.
Dosis:
- Las dosis usuales para adultos y adolescentes son 5 mg orales una vez al día.
- Para los niños de 6 a 11 meses, las dosis son de 1 mg orales  una vez al día y preferiblemente usar la presentación en jarabe.
- Para los niños de 1 a 5 años, las dosis son de 1,25 mg orales  una vez al día y preferiblemente usar la presentación en jarabe.
- Para los niños de 6 a 11 años, las dosis son de 2,5 mg orales  una vez al día y preferiblemente usar la presentación en jarabe.
- Para los niños >12 años las dosis son de 5 mg orales una vez al día y preferiblemente usar la presentación en jarabe.

## Otros usos

### Usos no incluidos en el registro sanitario.
Una indicación emergente de la desloratadina es en el tratamiento del acné, como coadyuvante económico de la isotretinoína y posiblemente como terapia de mantenimiento o monoterapia.

### Controversias.
La desloratadina como fármaco se considera un “me too”, lo cual es una modificación química que no tiene ninguna ventaja terapéutica o de seguridad sobre la molécula original. Pero en este caso, tiene patente y se considera medicamento original. Las presentaciones comerciales de Loratadina 10mg y Desloratadina 5mg son equipotentes, con la misma efectividad, el mismo nivel de seguridad y reporte de efectos adversos.
El costo final para la desloratadina es diez veces más que la loratadina a pesar de generar los mismos efectos farmacológicos.